# Tunzenhausen

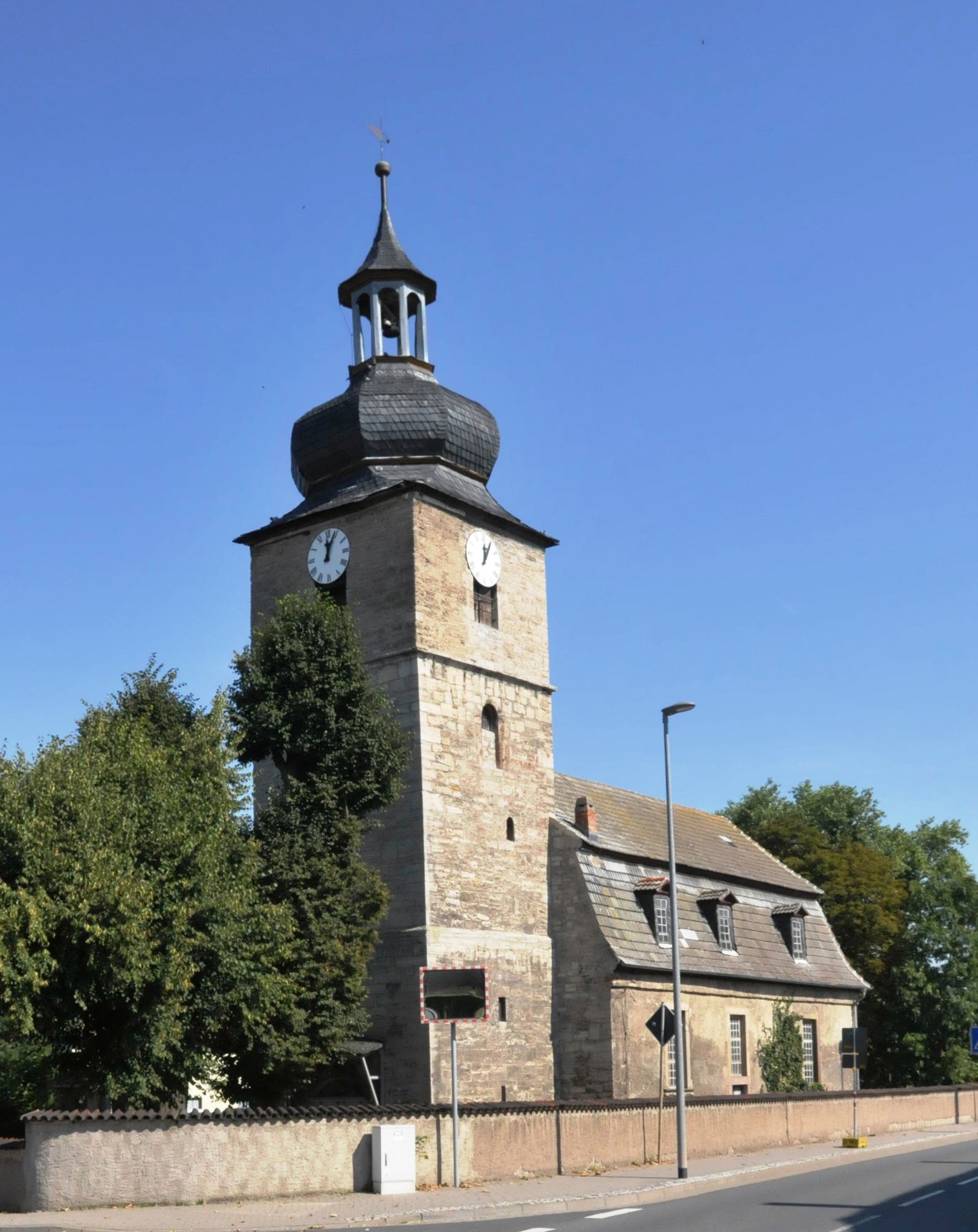
Kirche St. Peter und Paul in Tunzenhausen (2016)

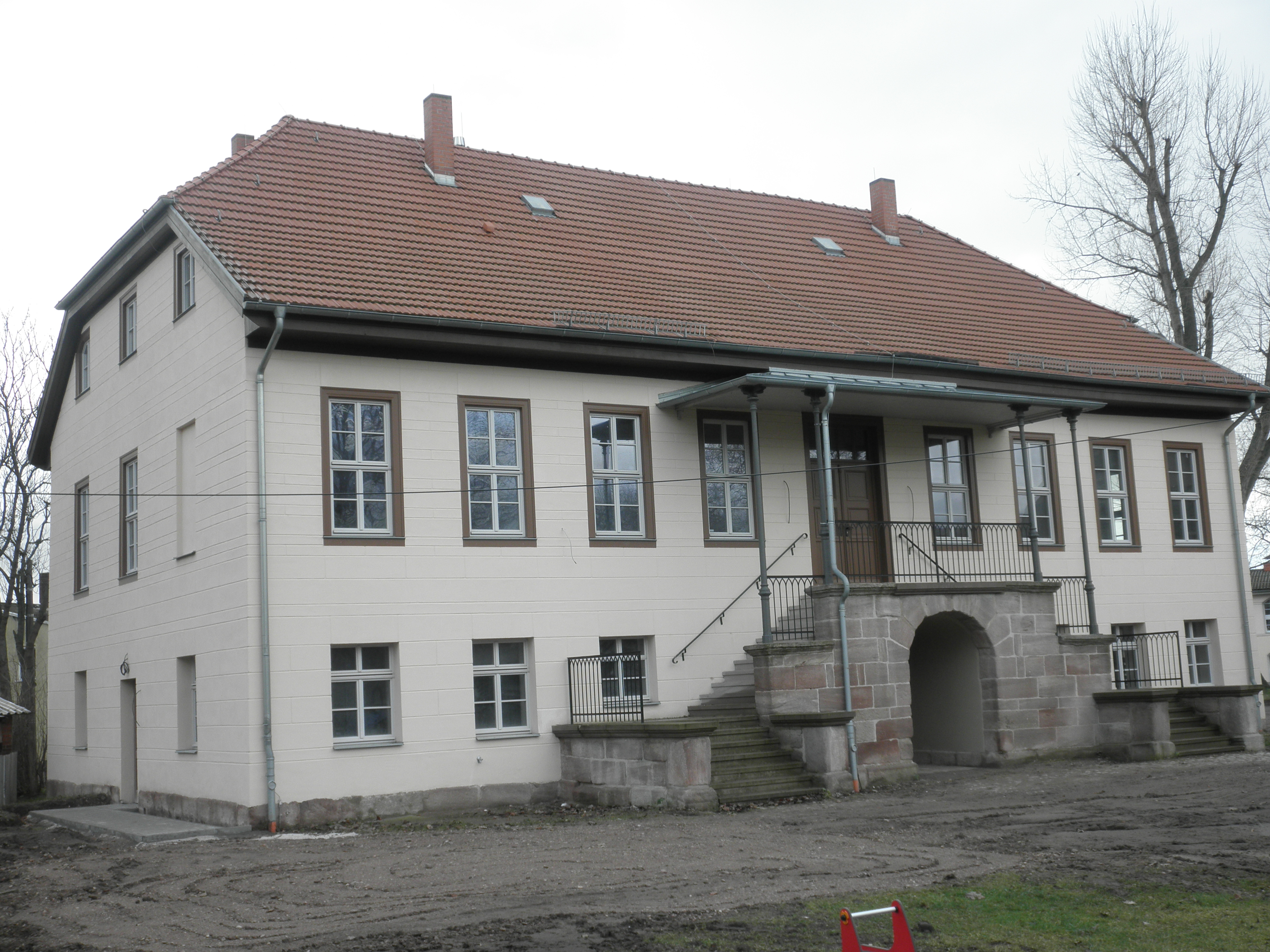
Gutshaus in Tunzenhausen (2012)

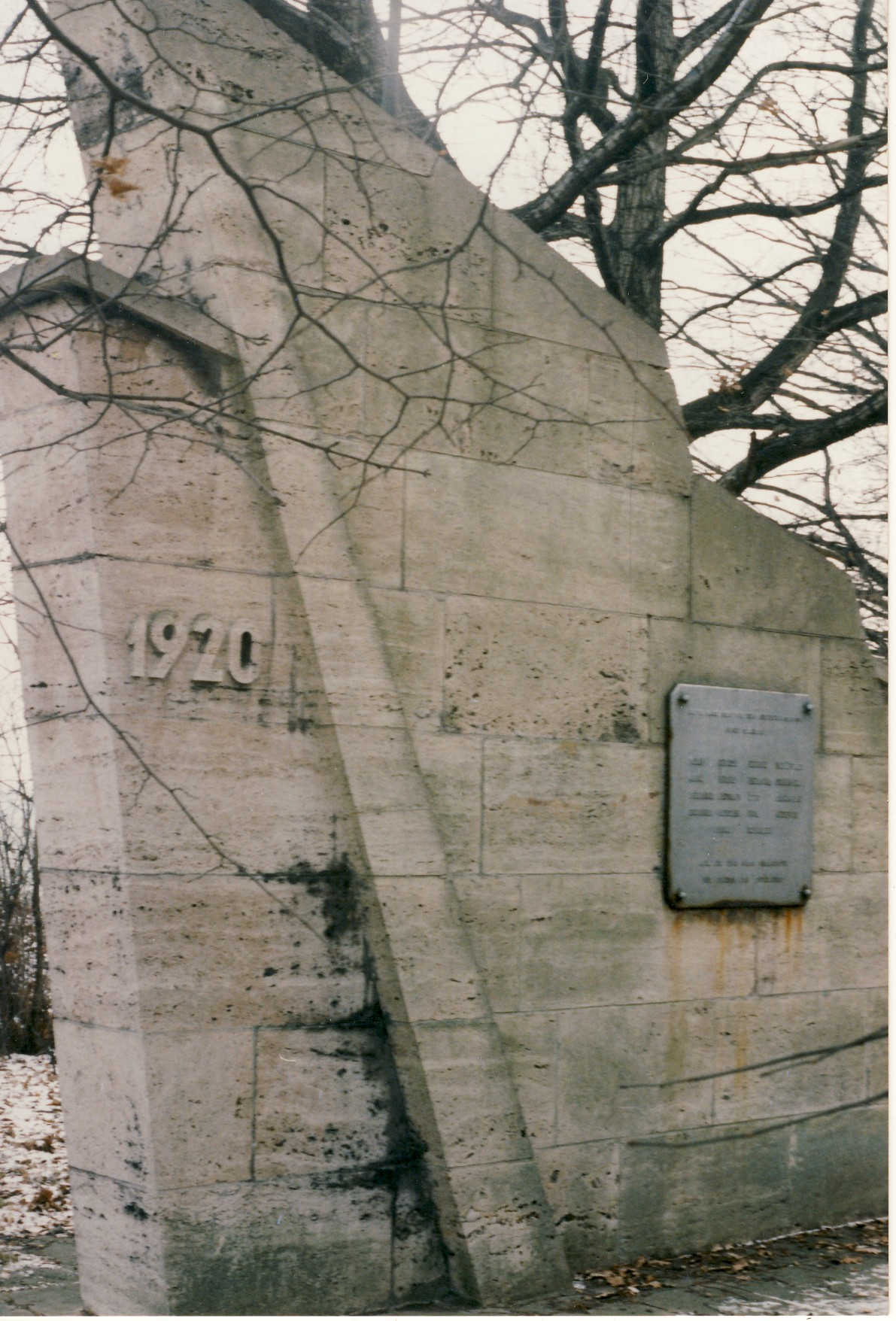
Denkmal für die neun Opfer des Kapp-Putsches vom 24. März 1920

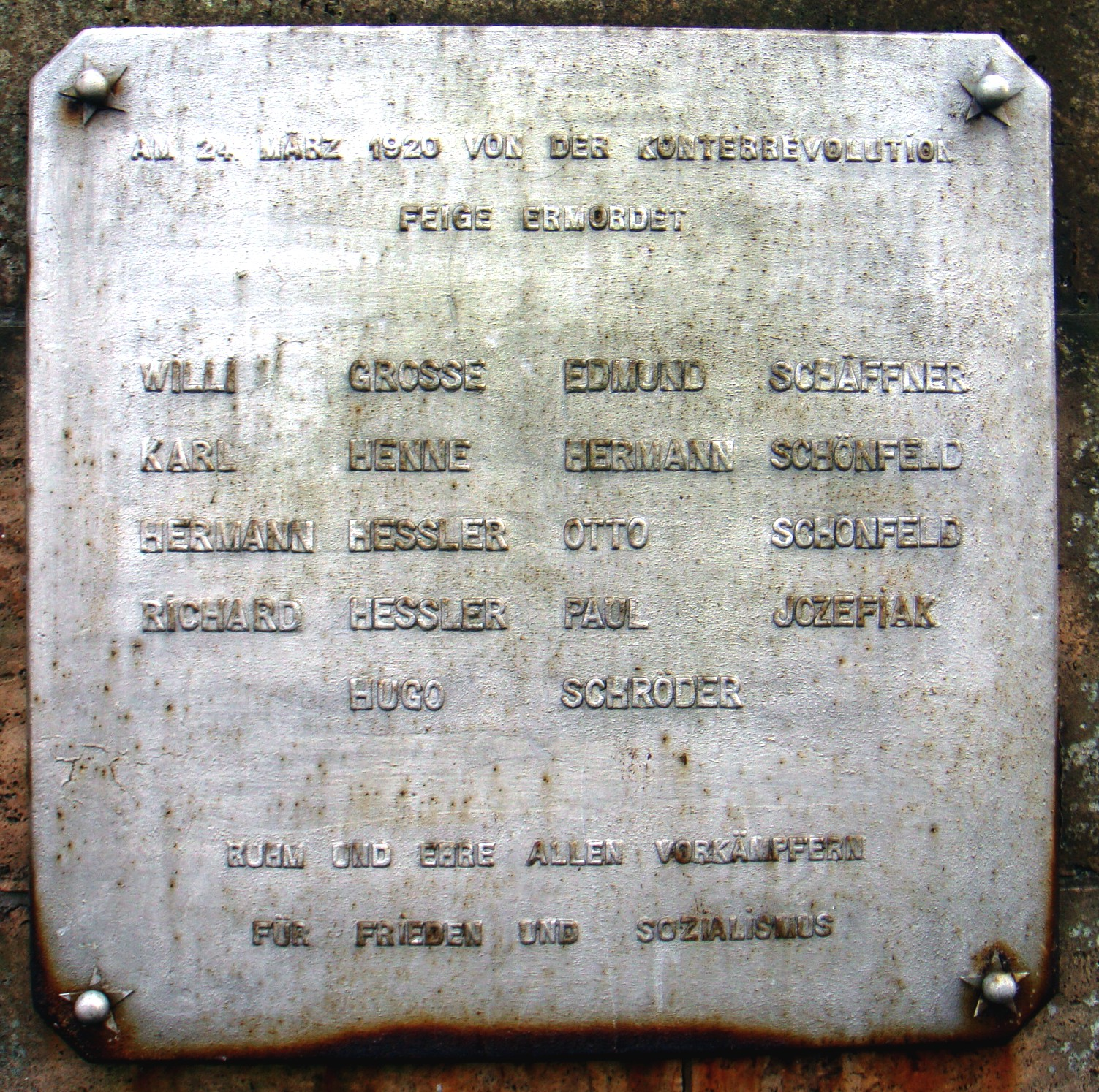
Namenstafel der Erschossenen

Tunzenhausen ist ein Ortsteil der Kreisstadt Sömmerda in Thüringen.

## Geografie
Tunzenhausen liegt an der Bundesstraße 176 zwischen Sömmerda und Straußfurt. Die Umgebung des Ortes ist von der im Thüringer Becken üblichen landwirtschaftlichen Nutzung geprägt. Etwa 1,5 Kilometer nördlich gibt es eine durch eine geologische Störung gebildete felsige Erhebung, die als FFH-Gebiet Kahler Berg und Drachenschwanz bei Tunzenhausen ausgewiesen ist. Hier geht es vor allem um die Erhaltung des dort vorhandenen Trockenrasens.

## Geschichte
Der Ortsname geht auf den Eigennamen Tunzo und das fränkische „hausen“ zurück.
Am 20. März 1145 wurde Tunzenhausen urkundlich erstmals erwähnt, wobei die Konzentration von älteren Befestigungsanlagen in der Gemarkung und im Ort auf eine längere Siedlungsgeschichte hindeutet.
Auf der nördlich in der Feldmark liegenden Fläche stand eine Burg. Dort fand man Ascheschichten, Keramikscherben, Knochen und Eisenreste. Die Funde verweisen darauf, dass die Burg bereits in frühgeschichtlicher Zeit angelegt wurde. Erstmals genannt wird sie aber erst 1211 im Zusammenhang mit der Belagerung der nahe liegenden Runneburg in Weißensee. Sie wurde dabei zerstört und 1248 wieder aufgebaut. Drei dem Hauptwall weit vorgelagerte Gräben sind auf einem Luftbild noch erkennbar. Bogenförmige Wälle sicherten das Burggelände gen Norden ab.
Die große Burg Tunzenhausen befand sich vor der Südwestecke des Dorfes in der Unstrutaue. Es war eine Anlage aus dem frühen Mittelalter in germanischem Siedlungsgebiet. Es wurde auch slawische Keramik gefunden. Zur Anlage gehörte noch eine am Westrand der großen Burg zusätzliche angelegte Befestigung, auch „Kleine Burg“ genannt. Reste eines verschliffenen Grabens der großen Burg sind noch vorhanden.
Zwei Kilometer nordöstlich des Ortes lag auf einem kleinen Hügel noch eine Burg, „Funkenburg“ genannt. Nach den Funden ist auf eine vorgeschichtliche und spätere Besiedlung zu schließen. Es wurde angenommen, dass es sich um einen weniger stark befestigten Herrensitz handelte. Es sind keine Reste der Anlage vorhanden.
Eine Wasserburg befand sich an der Südwestecke des Dorfes. Es war wohl eine hochmittelalterliche Anlage in Form eines Steingebäudes (Kemenate), das von einem Wassergraben umgeben war. 1229 wurden Herren von Tunzenhausen genannt, die vielleicht Besitzer der Befestigungen waren, danach die von Bortfeld. Heute ist das Gelände modern überbaut.
Tunzenhausen gehörte bis 1815  zum kursächsischen Amt Weißensee. Durch die Beschlüsse des Wiener Kongresses kam es zu Preußen und wurde 1816 dem Landkreis Weißensee im Regierungsbezirk Erfurt der Provinz Sachsen zugeteilt, zu dem es bis 1944 gehörte. Die meisten Einwohner von Tunzenhausen arbeiteten bis 1945 auf dem großen Rittergut mit 765 Morgen landwirtschaftlicher Nutzfläche.
Tunzenhausen wurde im April 1945 von US-Truppen besetzt und Anfang Juli an die Rote Armee weitergegeben. Damit wurde es Teil der SBZ und ab 1949 der DDR. Das Rittergut wurde entschädigungslos enteignet und an landarme Bauern und Fabrikarbeiter aufgeteilt. In den 1950er Jahren folgte die Zwangskollektivierung der Landwirtschaft.
Am 17. Juni 1953 versammelten sich 100 Einwohner der Gemeinde und forderten unter anderem eine Senkung des Abgabesolls, Rentenerhöhungen, die Freilassung aller Kriegsgefangenen und die Einheit Deutschlands.
Seit 2007 saniert Sömmerda das ehemalige  Herrenhaus des Guts, begleitet von einem Förderverein „Altes Gutshaus“.

## Sehenswürdigkeiten
- Kirche St. Peter und Paul
- Ein Denkmal am Ortsausgang in Richtung Sömmerda erinnert an neun Mitglieder der Arbeiterwehr von Tunzenhausen, die bei der Verteidigung der republikanischen Verfassung am 24. März 1920 von konterrevolutionären Kapp-Putschisten umgebracht wurden. An der Stelle eines 1921 errichteten Gedenksteines, den die NS-Machthaber beseitigten, wurde zu DDR-Zeiten 1959 die heutige Gedenkstätte errichtet.
- Siehe auch: Liste der Kulturdenkmale in Sömmerda#Tunzenhausen

## Persönlichkeiten
- Theodor Christoph Ursinus (* 1702 in Tunzenhausen; † 1748 in Halle), Philosoph und Mediziner
- Johann Philipp Hagen (* 1734 in Tunzenhausen; † 1792 in Berlin), Chirurg, Geburtshelfer und Hochschullehrer
- Johann Jakob Leitzmann (* 1798 in Erfurt; † 1877 in Tunzenhausen), Pfarrer und Numismatiker, lebte den größten Teil seines Lebens in Tunzenhausen
- Carl Schleusing (* 1865 in Tunzenhausen; † 1953 in Montabaur): sehr bekannter Porträt- und Landschaftsmaler, Hofmaler, Professor. Wanderte nach dem Ersten Weltkrieg in die USA aus, hielt sich jedoch häufig in Deutschland, auch in Tunzenhausen auf, wo nach ihm eine Straße benannt wurde.
- Paul Schuster (* 1894 in Tunzenhausen; † nach 1958) war ein deutscher ehemaliger politischer Häftling im KZ Bad Sulza und im KZ Buchenwald, nach 1945 Führer von Besuchergruppen in der Nationalen Mahn- und Gedenkstätte Buchenwald (NMG) sowie Stadtrat für Wohnungsbau in Weimar.